# Pallanuoto Como
La Pallanuoto Como è una società pallanuotistica italiana, della città di Como. Fondata nel 2015 da Giovanni Dato. Attualmente milita nella serie C, girone Lombardia.

## Storia
La Pallanuoto Como Asd nasce nel 2015 dopo due anni di prove sul campo che, grazie alla collaborazione con Eracle Sport, hanno dato forma al settore giovanile e alle categorie Under 13 e Under 15 già nel 2013. Periodo in cui la passione è cresciuta, dando vita pure ai Master che in ventiquattro mesi si sono accaparrati il titolo di Campioni d’Italia e giocati una finale. Dal successo di questa prima esperienza sorge spontanea l’esigenza di andare avanti, sfruttando al massimo l’esperienza trentennale di un team eccellente.
Oggi Pallanuoto Como Asd vanta numerosi atleti distribuiti in diverse categorie, dalla Serie C maschile passando per Under 20, 17, 15, 13, 11 e il progetto Baby Polo. Il 29 giugno 2022 la Pallanuoto Como retrocede in serie C dopo la doppia sconfitta ai play-out contro la Lazio Waterpolo. Dal febbraio 2024 il presidente è anche allenatore della prima squadra.

## Rosa 2020-2021
| N° |                   | Ruolo | Giocatore            |
| -- | ----------------- | ----- | -------------------- |
| 1  | Italia (bandiera) | P     | Giuseppe Panza       |
| 5  | Italia (bandiera) | D     | Mattia Benedetti     |
| 2  | Italia (bandiera) | D     | Andrea Crivellin (K) |
| 3  | Italia (bandiera) | A     | Damiano Maresca      |
| 10 | Italia (bandiera) | A     | Andrea Pozzi         |

| N° |                   | Ruolo | Giocatore         |
| -- | ----------------- | ----- | ----------------- |
| 11 | Italia (bandiera) | A     | Alberto Barzon    |
| 9  | Italia (bandiera) | A     | Lorenzo Arnaboldi |
| 12 | Italia (bandiera) | A     | Andrea Re         |
| 8  | Italia (bandiera) | CV    | Giovanni Dato     |
| 13 | Italia (bandiera) | CV    | Luca Crivellin    |
| 4  | Italia (bandiera) | CB    | Luca Tesolin      |